# Communauté de communes Midi Corrézien
Die Communauté de communes Midi Corrézien ist ein französischer Gemeindeverband mit der Rechtsform einer Communauté de communes im Département Corrèze in der Region Nouvelle-Aquitaine. Sie wurde am 15. September 2016 gegründet und umfasst 34 Gemeinden (Stand: 1. Januar 2019). Der Verwaltungssitz befindet sich in der Gemeinde Beaulieu-sur-Dordogne.

## Historische Entwicklung
Der Gemeindeverband entstand mit Wirkung vom 1. Januar 2017 durch die Fusion von
- Communauté de communes du Pays de Beynat,
- Communauté de communes du Sud Corrézien und
- Communauté de communes des Villages du Midi Corrézien

unter Zugang der Gemeinde Altillac aus der Communauté de communes du Canton de Mercœur.
Zum 1. Januar 2019 bildeten die ehemaligen Gemeinden Beaulieu-sur-Dordogne und Brivezac die Commune nouvelle Beaulieu-sur-Dordogne. Dadurch verringerte sich die Anzahl der Mitgliedsgemeinden auf 34.

## Mitgliedsgemeinden
| Gemeinde                              | Einwohner 1. Januar 2022 | Fläche km² | Dichte Einw./km² | Code INSEE | Postleitzahl |
| ------------------------------------- | ------------------------ | ---------- | ---------------- | ---------- | ------------ |
| Albignac                              | 235                      | 9,74       | 24               | 19003      | 19190        |
| Altillac                              | 827                      | 25,23      | 33               | 19007      | 19120        |
| Astaillac                             | 207                      | 7,35       | 28               | 19012      | 19120        |
| Aubazines                             | 860                      | 14,10      | 61               | 19013      | 19190        |
| Beaulieu-sur-Dordogne                 | 1.310                    | 16,89      | 78               | 19019      | 19120        |
| Beynat                                | 1.281                    | 34,84      | 37               | 19023      | 19190        |
| Bilhac                                | 246                      | 6,99       | 35               | 19026      | 19120        |
| Branceilles                           | 276                      | 11,59      | 24               | 19029      | 19500        |
| Chauffour-sur-Vell                    | 413                      | 7,19       | 57               | 19050      | 19500        |
| Chenailler-Mascheix                   | 214                      | 15,82      | 14               | 19054      | 19120        |
| Collonges-la-Rouge                    | 478                      | 14,31      | 33               | 19057      | 19500        |
| Curemonte                             | 215                      | 8,83       | 24               | 19067      | 19500        |
| La Chapelle-aux-Saints                | 260                      | 4,72       | 55               | 19044      | 19120        |
| Lagleygeolle                          | 224                      | 19,54      | 11               | 19099      | 19500        |
| Lanteuil                              | 504                      | 22,47      | 22               | 19105      | 19190        |
| Le Pescher                            | 358                      | 11,18      | 32               | 19163      | 19190        |
| Ligneyrac                             | 293                      | 8,36       | 35               | 19115      | 19500        |
| Liourdres                             | 266                      | 5,91       | 45               | 19116      | 19120        |
| Lostanges                             | 152                      | 9,47       | 16               | 19119      | 19500        |
| Marcillac-la-Croze                    | 176                      | 6,08       | 29               | 19126      | 19500        |
| Ménoire                               | 136                      | 6,43       | 21               | 19132      | 19190        |
| Meyssac                               | 1.290                    | 11,56      | 112              | 19138      | 19500        |
| Noailhac                              | 351                      | 13,51      | 26               | 19150      | 19500        |
| Nonards                               | 478                      | 11,10      | 43               | 19152      | 19120        |
| Palazinges                            | 167                      | 5,25       | 32               | 19156      | 19190        |
| Puy-d’Arnac                           | 293                      | 12,27      | 24               | 19169      | 19120        |
| Queyssac-les-Vignes                   | 235                      | 11,13      | 21               | 19170      | 19120        |
| Saillac                               | 210                      | 4,25       | 49               | 19179      | 19500        |
| Saint-Bazile-de-Meyssac               | 137                      | 4,47       | 31               | 19184      | 19500        |
| Saint-Julien-Maumont                  | 173                      | 6,21       | 28               | 19217      | 19500        |
| Sérilhac                              | 273                      | 12,53      | 22               | 19257      | 19190        |
| Sioniac                               | 237                      | 10,60      | 22               | 19260      | 19120        |
| Tudeils                               | 266                      | 9,55       | 28               | 19271      | 19120        |
| Végennes                              | 174                      | 10,11      | 17               | 19280      | 19120        |
| Communauté de communes Midi Corrézien | 13.215                   | 389,58     | 34               | –          | –            |